# HD 231701
HD 231701は、や座の方向におよそ356光年離れた位置にある、黄白色の主系列星である。周囲には、1つの太陽系外惑星が発見されている。

## 特徴
| 太陽 | HD 231701 |
| ---- | --------- |
| 太陽 | Exoplanet |

HD 231701の見かけの等級は9等で、肉眼ではみることができないが、大型の双眼鏡、或いは小型望遠鏡があればみることができる。スペクトル型はF8 Vに分類されるF型主系列星で、太陽と比べて高温で、質量や光度も太陽より高い。彩層のスペクトル線の測定からは、HD 231701の彩層活動は活発でないことが示されている。

## 惑星系
2007年、金属過剰星から視線速度法で系外惑星を捜索するN2Kコンソーシアム計画で、ケック望遠鏡による観測から、HD 231701の周りに惑星HD 231701 bが発見された。HD 231701 bは木星型惑星で、中心星から0.57au離れた位置を、141.6日周期で公転しているとみられる。
| 名称 （恒星に近い順） | 質量             | 軌道長半径 （天文単位） | 公転周期 (日)   | 軌道離心率    | 軌道傾斜角 | 半径 |
| --------------------- | ---------------- | ----------------------- | --------------- | ------------- | ---------- | ---- |
| b (Babylonia)         | ≥ 1.13 ± 0.25 MJ | 0.567 ± 0.053           | 141.630 ± 0.067 | 0.130 ± 0.032 | —          | —    |

## 名称
2019年、世界中の全ての国または地域に1つの系外惑星系を命名する機会を提供する「IAU100 Name ExoWorldsプロジェクト」において、HD 231701とHD 231701 bはイラク共和国に割り当てられる系外惑星系となった。このプロジェクトは、「国際天文学連合100周年事業」の一環として計画されたイベントの1つで、イラク国内での選考、国際天文学連合 (IAU) への提案を経て、太陽系外惑星とその母星に固有名が承認されるものであった。2019年12月17日、IAUから最終結果が公表され、HD 231701はUruk、HD 231701 bはBabyloniaと命名された。Urukは、古代メソポタミアの王国シュメール、バビロニアの中心であった古代都市ウルク。Babyloniaは、古代メソポタミアで重要な位置を占める王国の名称であり、その名を戴く首都がユーフラテス川の畔に築かれた。